# Maarouf al-Bakhit
Pour les articles homonymes, voir Maarouf.
 Maarouf al-Bakhit  (معروف البخيت   ), né le 18 mars 1947 à Amman et mort le 7 octobre 2023, est un homme politique jordanien.
Premier ministre du 27 novembre 2005 au 25 novembre 2007, il est à nouveau nommé Premier ministre le 1er février 2011 en remplacement de Samir Rifaï, démissionnaire après des manifestations. Il est remplacé par Aoun Khassawneh le 24 octobre 2011.

## Biographie
Maarouf al-Bakhit rejoint les Forces armées jordaniennes en 1964.
Au cours de son service, il obtient une licence en administration publique et en sciences politiques de l'Université de Jordanie.
Il poursuit ses études, obtient une maîtrise en administration publique de l'université du Sud de la Californie et un doctorat du King's College de Londres.